# 剑术
劍術，又稱劍法，是指以刀或劍進行格鬥的技術。虽然很早就有使用刀剑的历史，但是剑术作为一门战斗技巧被整理和流传下来的時間較晚。

## 中國劍術

### 春秋战国
这个时期养士风气很浓，许多宾客都是剑术高手剑客，诸如越女、专诸、荆轲但似乎没有流传下来的流派和著作。

### 汉
由于環首刀的流行，剑的实战地位开始下降，但剑术开始在社会上流行，练习剑术称为一种风气。西汉开始有一些剑术著作，汉书曾有名为剑道的剑术专著共三十八篇。

### 唐
剑舞开始流行，但刀被广泛使用，剑术发展停滞。

### 元
蒙古軍為了刺穿中東軍隊的鎖子甲，再度裝備了劍並在征服了宋朝後造成了中國劍術的復興。

### 明
當時的刀法以吸取日本刀法为特色，名將戚繼光抗擊倭寇，得《影流刀法》，以《辛酉刀法》之名传世，亦有记载日本刀的专著《單刀法選》存世。

### 清
清順治十七年（1660年）前後，吳殳著成〈劍訣〉 ，提出劍術「左龍、右虎、中蛇」三門的觀念。
宋仔凤撰《剑法真传》对历代剑法给予总结。

## 日本劍術
日本劍術，其實是刀術，以斬劈為主，配合日本刀使用。

## 歐洲劍術

### 古代劍術
古羅馬人發覺直型雙刃的劍，可以輕易穿透鎖子甲，比斧頭或彎型的單刃刀等更易殺死敵人，所以偏重了劍術而忽略了其他近戰的冷兵器。

### 德國劍術
德國劍術的特色是「粘劍」，強調在劍刃互撞後，在對方的劍刃上滑動到「有利位置」。
德國劍術利用這種原理，即使是單手刀劍甚至匕首，也能擋下一般長劍甚至戰劍的進攻，是能達到以弱勝強效果的高等劍術。

### 近代劍術
偏重于比赛、表演性质，实际运用较少。
击剑作为比赛项目，有花剑、重剑、佩剑等种类。